# Jolda (Madalena) e Rio Cabrão
Jolda (Madalena) e Rio Cabrão (llamada oficialmente União das Freguesias de Jolda (Madalena) e Rio Cabrão) es una freguesia portuguesa del municipio de Arcos de Valdevez, distrito de Viana do Castelo.

## Historia
Fue creada el 28 de enero de 2013 en aplicación de una resolución de la Asamblea de la República de Portugal promulgada el 16 de enero de 2013 con la unión de las freguesias de Madalena de Jolda y Rio Cabrão, pasando su sede a estar situada en la antigua freguesia de Madalena de Jolda.

## Demografía
| Gráfica de evolución demográfica de Jolda (Madalena) e Rio Cabrão entre 2011 y 2021 |
|                                                                                     |
| Datos según el nomenclátor publicado por el INE portugués.                          |